# 微小楚克拉虫
微小楚克拉虫（学名：Zschokkella minuta）为两极科楚克拉虫属的动物。在中国，分布于湖北、四川、浙江、江西、武陵山地区等，营寄生生活，寄生在胆囊（鲫、鲤、鳗鲡、鲇、粲、暗纹东方鲀）、肾、膀胱、肠（鲤、鳗鲡、鲇、粲、暗纹东方鲀）。